# Arthur Desjardins
Pour les articles homonymes, voir Desjardins.
Achille-Arthur Desjardins, né à Beauvais le 8 novembre 1835 et mort à Paris (7e) le 15 janvier 1901, est un magistrat et jurisconsulte français du XIXe siècle.

## Biographie
Fils de René-Achille Desjardins, imprimeur à Beauvais, Achille-Arthur Desjardins est le frère aîné d'Albert Desjardins.
Élève du lycée Louis-le-Grand, Arthur Desjardins devient docteur en droit et en lettres en 1858. Après un bref passage au barreau de Paris (1857-1859), il entame sa carrière de magistrat en 1859, un décret l'ayant nommé substitut du procureur de Toulon. Nommé aux parquets de Marseille (1862) puis d'Aix (1864), il y est promu avocat général le 15 décembre 1864. Procureur général à Douai (1873) puis à Rouen (1874), il est nommé avocat général à la Cour de cassation par Jules Dufaure le 23 avril 1875. Il a aussi été commissaire du gouvernement auprès du Tribunal des conflits entre 1877 et 1880.
Familier, comme son frère Albert, des salons orléanistes du duc de Broglie et du comte de Ségur, Arthur Desjardins se voit proposer une candidature à l'Assemblée nationale par les comités libéraux et « conservateurs » (monarchistes) de Marseille en vue de l'élection complémentaire du 2 juillet 1871, mais il doit refuser pour ne pas perdre son poste. Pendant la période de l'Ordre moral, lors de laquelle Albert appartient à tous les gouvernements, Arthur peut prétendre au poste de procureur général près la Cour de cassation. L'avancement de ce chrétien orléaniste est cependant bloqué par l'arrivée au pouvoir des républicains à partir de 1877.
Gendre d'un riche armateur marseillais, Arthur Desjardins a rédigé un important Traité de droit commercial maritime en neuf volumes. Outre cette somme juridique, il a écrit de nombreux autres ouvrages concernant aussi bien le droit que l'histoire ou la philosophie et a également contribué à des périodiques tels que la Revue des deux Mondes. Membre de l'Académie de législation de Toulouse et de l'Académie d'Aix, auteur de plusieurs livres couronnés par l'Institut, Desjardins est élu membre de l'Académie des sciences morales et politiques le 4 février 1882, au siège laissant vacant par la mort de Gabriel Massé. Chevalier de la Légion d'honneur depuis 1873, il est promu officier de cet ordre en 1892.
En 1895, il est candidat à l'Académie française.

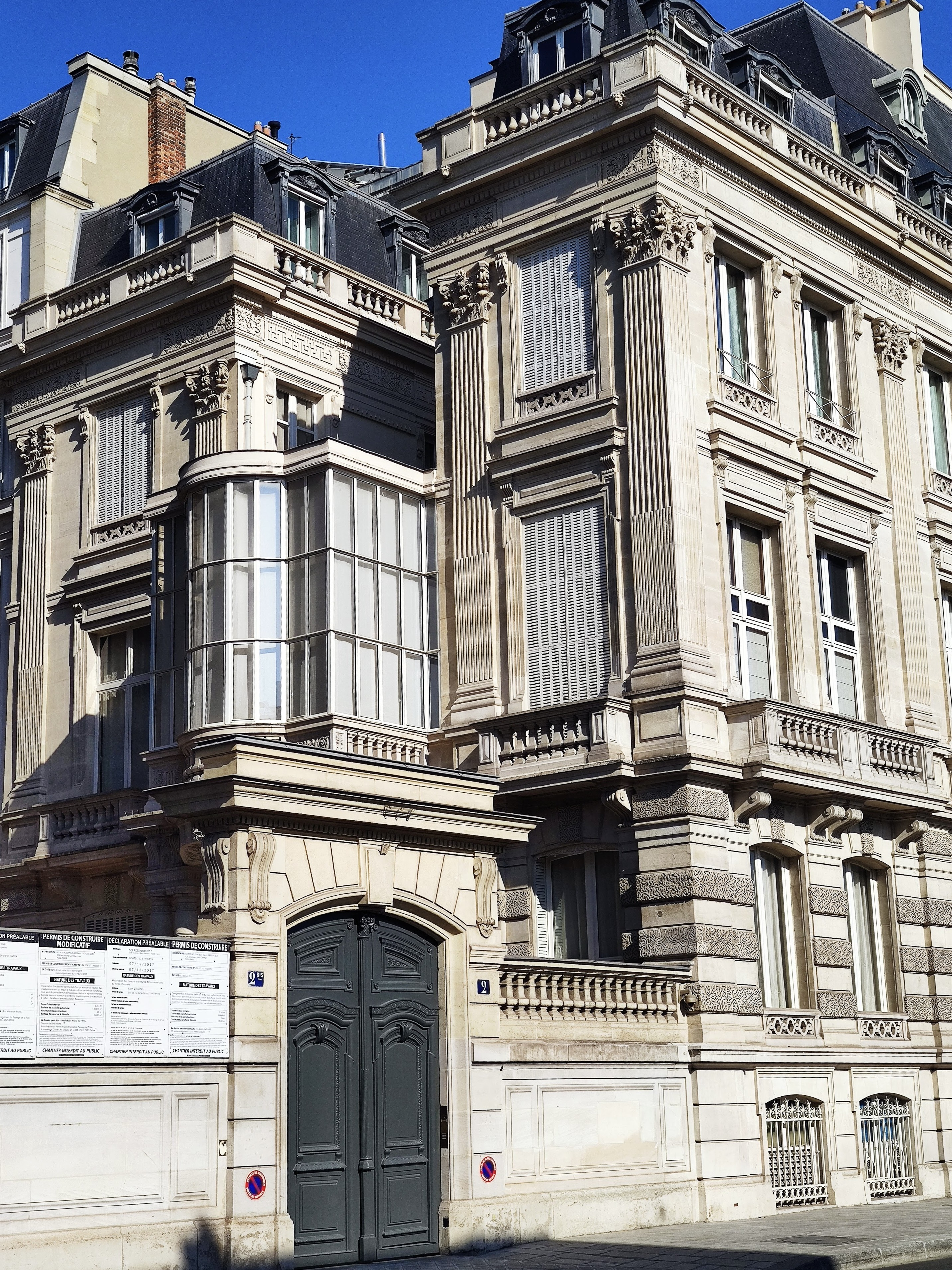
No 2, rue de Solférino, Paris.

Spécialiste reconnu du droit international, il est sollicité en tant qu'arbitre par des États étrangers comme lors de l'affaire Ben Tillett entre la Grande-Bretagne et la Belgique (1898).
Chrétien engagé, il a fait partie de la Société antiesclavagiste lancée par le cardinal Lavigerie et a présidé la Ligue nationale contre l'athéisme de 1893 à 1901.
Il meurt le 15 janvier 1901 à son domicile, au 2, rue de Solférino, à Paris. 

## Principales œuvres d'Arthur Desjardins
- Théorie des excuses en droit criminel, Beauvais, Desjardins, 1858.
- Essai sur les Confessions de Saint Augustin, Paris, Durand, 1858.
- De l'Aliénation et de la prescription des biens de l'État, des départements, des communes et des établissements publics dans le droit ancien et moderne, Paris, Durand, 1862.
- Les Devoirs, essais sur la morale de Cicéron, Paris, Didier, 1865.
- États généraux (1355-1614), leur influence sur le gouvernement et la législation du pays, Paris, Durand et Pedone-Lauriel, 1871.
- Traité de droit commercial maritime (neuf volumes), Paris, Durand et Pedone-Lauriel, 1878-1890.
- Questions sociales et politiques... Conflits internationaux, Le droit et la politique, Questions ouvrières, Les réformateurs: Henri IV, Fénelon et Mirabeau, Paris, Plon, Nourrit et Cie, 1893.
- De la Liberté politique dans l'État moderne, Paris, Plon, Nourrit et Cie, 1894.
- P.-J. Proudhon, sa vie, ses œuvres, sa doctrine, Paris, Perrin, 1896.

## Pour approfondir